# 比弗島
比弗島（西班牙語：Isla San Rafael）是英國海外領土福克蘭群島的島嶼，位於威德爾島以西的大西洋海域，長9.9公里、寬8.4公里，面積48.56平方公里，最高點海拔高度234米，野生動物有巴布亞企鵝、阿根廷狐、游隼、原駝、海獅等。

## 外部連結
- Beaver Island
- 维基共享资源上的相關多媒體資源：比弗島